# Ignacio Zaragoza, Amatlán de los Reyes
Ignacio Zaragoza är en ort i Mexiko.   Den ligger i kommunen Amatlán de los Reyes och delstaten Veracruz, i den sydöstra delen av landet, 250 km öster om huvudstaden Mexico City. Ignacio Zaragoza ligger 565 meter över havet och antalet invånare är 707.
Terrängen runt Ignacio Zaragoza är varierad. Runt Ignacio Zaragoza är det ganska tätbefolkat, med 222 invånare per kvadratkilometer. Närmaste större samhälle är Córdoba, 10,3 km väster om Ignacio Zaragoza. Trakten runt Ignacio Zaragoza består till största delen av jordbruksmark.